# Gärdesgölen (Eringsboda socken, Blekinge, 625733-146534)
Gärdesgölen är en sjö i Ronneby kommun i Blekinge och ingår i Ronnebyåns huvudavrinningsområde.